# Mats Wennberg
Mats Wennberg, född 8 januari 1985 i Stockholm, är en svensk tidigare skådespelare. 
Han medverkade vid mitten av 1990-talet som "Biffen" i filmerna Lilla Jönssonligan och cornflakeskuppen (1996) och Lilla Jönssonligan på styva linan (1997).

## Filmografi
- 1996 – Lilla Jönssonligan och cornflakeskuppen
- 1997 – Lilla Jönssonligan på styva linan
- 2002 – Klassfesten
- 2003 – Skenbart - en film om tåg
- 2004 – Rancid